# Skeleton alla XXII Universiade invernale
Le gare di skeleton alla XXII Universiade invernale di Innsbruck, in Austria, si sono svolte il 22 gennaio 2005, sulla pista di Igls, nella località di Igls, sobborgo di Innsbruck. Furono disputate due competizioni, una riservata alle donne e l'altra agli uomini, entrambe nella disciplina del singolo.

## Podi

### Donne
| Evento  | Oro            | Tempo   | Argento      | Tempo   | Bronzo          | Tempo   |
| Singolo | Shelley Rudman | 1'52"45 | Amy Williams | 1'52"77 | Kerstin Jürgens | 1'52"79 |

### Uomini
| Evento  | Oro            | Tempo   | Argento       | Tempo   | Bronzo         | Tempo   |
| Singolo | Chris Hedquist | 1'48"74 | Adam Pengilly | 1'49"03 | Martin Brugger | 1'49"91 |

## Medagliere
| Pos.   | Paese       | Oro | Argento | Bronzo | Totale |
| ------ | ----------- | --- | ------- | ------ | ------ |
| 1      | Regno Unito | 1   | 2       | 0      | 3      |
| 2      | Stati Uniti | 1   | 0       | 0      | 1      |
| 3      | Austria     | 0   | 0       | 1      | 1      |
| 3      | Germania    | 0   | 0       | 1      | 1      |
| Totale | Totale      | 2   | 2       | 2      | 6      |